# Filip el Parodiador
Filip el Parodiador (en llatí Philippus Parodus, en grec Φίλιππος) va ser un escriptor de paròdies d'origen grec mencionat per Ateneu de Naucratis, que diu que en un fragment suposadament escrit pel parodiador Matró (Matron) hi ha una relació de parodiadors que van viure molt abans que ell. Es mencionen dos o tres escriptors amb el nom de Filip, però no se'n donen detalls i únicament se sap que aquest Filip va viure abans de Filip II de Macedònia. Ateneu el considera "eminent" (δῖοί τε Φίλιπποι).